# Umbrina
Umbrina es un género de peces de la familia Sciaenidae.

## Especies
- Umbrina analis
- Umbrina broussonnetii
- Umbrina bussingi
- Umbrina canariensis
- Umbrina canosai
- Umbrina cirrosa
- Umbrina coroides
- Umbrina dorsalis
- Umbrina galapagorum
- Umbrina imberbis
- Umbrina milliae
- Umbrina reedi
- Umbrina roncador
- Umbrina ronchus
- Umbrina steindachneri
- Umbrina wintersteeni
- Umbrina xanti